# Sarah Morris
Sarah Morris (* 20. června 1967 Sevenoaks) je britsko-americká malířka a filmařka. Tvoří abstraktní malby a jasnými barvami. Vystavovala například v Berlíně, Basileji či Paříži. Její filmy byly promítány například v muzeích Centre Georges Pompidou v Paříži, Barbican Centre v Londýně nebo v Muzeu současného umění v Chicagu. Studovala na Cambridgeské univerzitě a později, v letech 1985 až 1989, na Brownově univerzitě ve Spojených státech. V letech 1989 až 1990 se účastnila studijního programu v Muzeu amerického umění Whitneyové. V letech 1998 až 2012 byl jejím manželem umělec Liam Gillick.

## Filmografie
- Midtown (1998)
- AM/PM (1999)
- Capital (2000)
- Miami (2002)
- Los Angeles (2004)
- Robert Towne (2006)
- 1972 (2008)
- Beijing (2008)
- Points on a Line (2010)
- Chicago (2011)
- Rio (2012)
- Strange Magic (2014)
- Abu Dhabi (2016)
- Finite and Infinite Games (2017)